# Iwona Król
Maria Iwona Król (właśc. Anna Król, imię zakonne Maria Iwona; ur. 12 maja 1908 w Mrozach, zm. 8 sierpnia 1990 we Wschowie) – polska pielęgniarka, zakonnica ze Zgromadzenia Sióstr Świętej Elżbiety, Służebnica Boża Kościoła katolickiego.

## Życiorys[2]
- 12 maja 1908 urodziła się w domu rodzinnym w Mrozach koło Kartuz, jako pierwsze z dwanaściorga dzieci Michała Króla i Anastazji z domu Wejer, dwa dni później przyjęła chrzest święty w kościele św. Marcina w Sierakowicach
- ukończyła 7 klas szkoły podstawowej w Sierakowicach
- 6 sierpnia 1930 wstąpiła do Zgromadzenia Sióstr św. Elżbiety w Poznaniu
- 21 sierpnia 1937 złożyła śluby wieczyste
- 7 września 1932  została posłana na placówkę do Wyrzyska, gdzie podjęła pracę pielęgniarską w szpitalu. Posługiwała również w Kruszwicy, a od 9 marca 1936  pracowała jako pielęgniarka w Domu Starców w Pucku
- w 1938 zdała egzamin i uzyskała dyplom Państwowego Kursu Pielęgniarstwa
- 8 listopada 1939 przyjechała na placówkę we Wschowie
- od 1 października 1954 do 5 września 1960 pełniła funkcję przełożonej wspólnoty zakonnej placówki przy probostwie we Wschowie, następnie do końca życia tj. do 8 sierpnia 1990, pracowała w domu zakonnym przy parafii św. Stanisława Biskupa i Męczennika we Wschowie.

## Proces beatyfikacyjny
9 lutego 2023 biskup Tadeusz Lityński rozpoczął proces beatyfikacyjny Siostry Iwony Król.